# Raoul Jourde
Pour les articles homonymes, voir Jourde.
Raoul Jourde est un architecte français, né à Viviez (Aveyron) le 14 mai 1889 et mort à Bordeaux le 12 août 1959, qui s'illustra principalement durant la période Art déco.

## Biographie

### Famille
Raoul Albert Jourde naît le 14 mai 1889 à Viviez dans l'Aveyron de Marie Anaïs Debore et de père inconnu. Il se marie, en premières noces, le 26 août 1921 dans le 17e arrondissement de Paris avec Antoinette Aline Philomène Malépart, puis en secondes noces, le 9 décembre 1939 à Bordeaux avec Julia De Gracia.
Il meurt à Bordeaux Caudéran le 12 août 1959, il est inhumé au cimetière de la Chartreuse de Bordeaux, allée des Petites-Sœurs.

### Formation et influences
Il est élève à l'école nationale des beaux-arts à Paris. Il passe par l'atelier d'Auguste Perret, est chef d'atelier chez Josef Hoffmann à Vienne vers 1911, puis chez Guillaume Tronchet à Paris. Il connait les œuvres de Le Corbusier (1887-1965) architecte de sa génération. Il est un admirateur de l'ingénieur Eugène Freyssinet, inventeur du béton précontraint, des architectes Léon Azéma, Michel Roux-Spitz et Tony Garnier. Grand amateur d'automobiles, c'est un homme pressé qui réalise des records de vitesse entre Bordeaux et Paris. D'un tempérament fort et indépendant, il est partisan d'un modernisme radical faisant appel au béton armé, au verre et à l'acier pour une architecture de style international. En termes d'urbanisme, il fait siens les principes énoncés dans la Charte d'Athènes de 1933.

### Réalisations
À Bordeaux en 1923, Raoul Jourde travaille pour la compagnie de navigation des Chargeurs Réunis à la construction des ateliers de la compagnie, à l'aménagement et la décoration des paquebots de la compagnie et de sa filiale française Sud-Atlantique. Il réalise en 1924 l'aménagement des bureaux de la Bourse maritime.
Il travaille en 1913 avec l'architecte Auguste Bluysen au Touquet-Paris-Plage notamment sur la réalisation de l'Hôtel Westminster (1924).
Raoul Jourde réalise : 
- en 1926, le nouveau restaurant de la Forêt du casino de la Forêt (désormais appelé Palais de l'Europe) au Touquet-Paris-Plage[7] ;
- en 1927, le Grand-Hôtel du Touquet-Paris-Plage[8] ;
- en 1928, extension de l'hôtel Westminster au Touquet-Paris-Plage ;
- le nouveau casino de Dieppe (1928) ;
- il travaille sur la côte royannaise où il conçoit en 1929 l'hôtel Océanic (Saint-Georges-de-Didonne)
- sur la côte d'Azur, à l'hôtel Eden-Roc au Cap-d'Antibes (1930) ;
- à Paris en 1928, il participe à la réalisation des chantiers du café de Madrid, du restaurant des Capucines, du Royal-Madeleine, du cercle des Finances, du théâtre Caumartin ;
- Son activité débordante l’emmène également concourir sur des projets architecturaux :
  - à Estoril au Portugal en 1930,  pour l'aménagement du Grand-Hôtel, du casino, du golf, d'un établissement thermal ;
  - à Kharkov en URSS en 1932 pour un théâtre (projet classé) ;
  - à Bordeaux, en 1933, pour un projet de salle des fêtes (non exécuté).

Ayant gardé des contacts sur Bordeaux, il aurait été recommandé par l'architecte de la ville Jacques D'Welles au maire Adrien Marquet qui, séduit par son brio, lui confie la réalisation de deux chantiers majeurs :
- l'immeuble de la Régie municipale du gaz et de l'électricité (RMGE) (1930) ; cette réalisation moderne en centre ville suscita une vive polémique de la part des milieux conservateurs bordelais relayée par La Petite Gironde, le journal local[9] ;
- le parc des sports municipal Lescure (1933-1938) (aujourd'hui stade Chaban-Delmas) ; au cours de la construction, son usage systématiquement agressif de matériaux nouveaux suscite des réserves de Jacques D'Welles et du comité des architectes-conseils et tourne en conflit ouvert ; D'Welles reproche à l'architecte de négliger ses dossiers et l'oblige à abandonner son chantier du stade et à démissionner[10] ; D'Welles prit en charge la suite du chantier. Il s'agissait à l'époque de l'un des stades les plus modernes d'Europe.

Il cumule les fonctions d'architecte municipal de Soulac-sur-Mer, Villenave-d'Ornon, Saint-Médard-de-Guizières et Grayan.
Après son éviction par Jacques D'Welles, il réalise :
- à Paris en 1931, avec Jean-Baptiste Vettiner, pavillon de la ville de Bordeaux pour l'Exposition coloniale[11] ;
- à Bordeaux en 1934, les magasins Monoprix et  Lanoma ;
- à Caudéran en 1944, des groupes scolaires, une école maternelle, le stade municipal et les bains-douches ;
- à Bordeaux en 1945, les bureaux, le garage et la pouponnière de la société Olibet ;
- à Bordeaux en 1952-1953, les aménagements des cinémas Rio (actuellement UGC, rue Georges -Bonnac), Olympia, Rialto et Le Club ;
- à Villenave-d'Ornon en 1954, un groupe scolaire et le logement des maîtres.

Raoul Jourde signe plusieurs demeures particulières à Bordeaux et Caudéran (par exemple, no 28 rue Frantz-Despagnet et no 20 rue Mondésir en 1955) et participe, après la Seconde Guerre mondiale, à la construction d'immeubles HLM (par exemple, les maisons individuelles du Burck à Mérignac).

## Pour approfondir